# Ponte Varjanauli

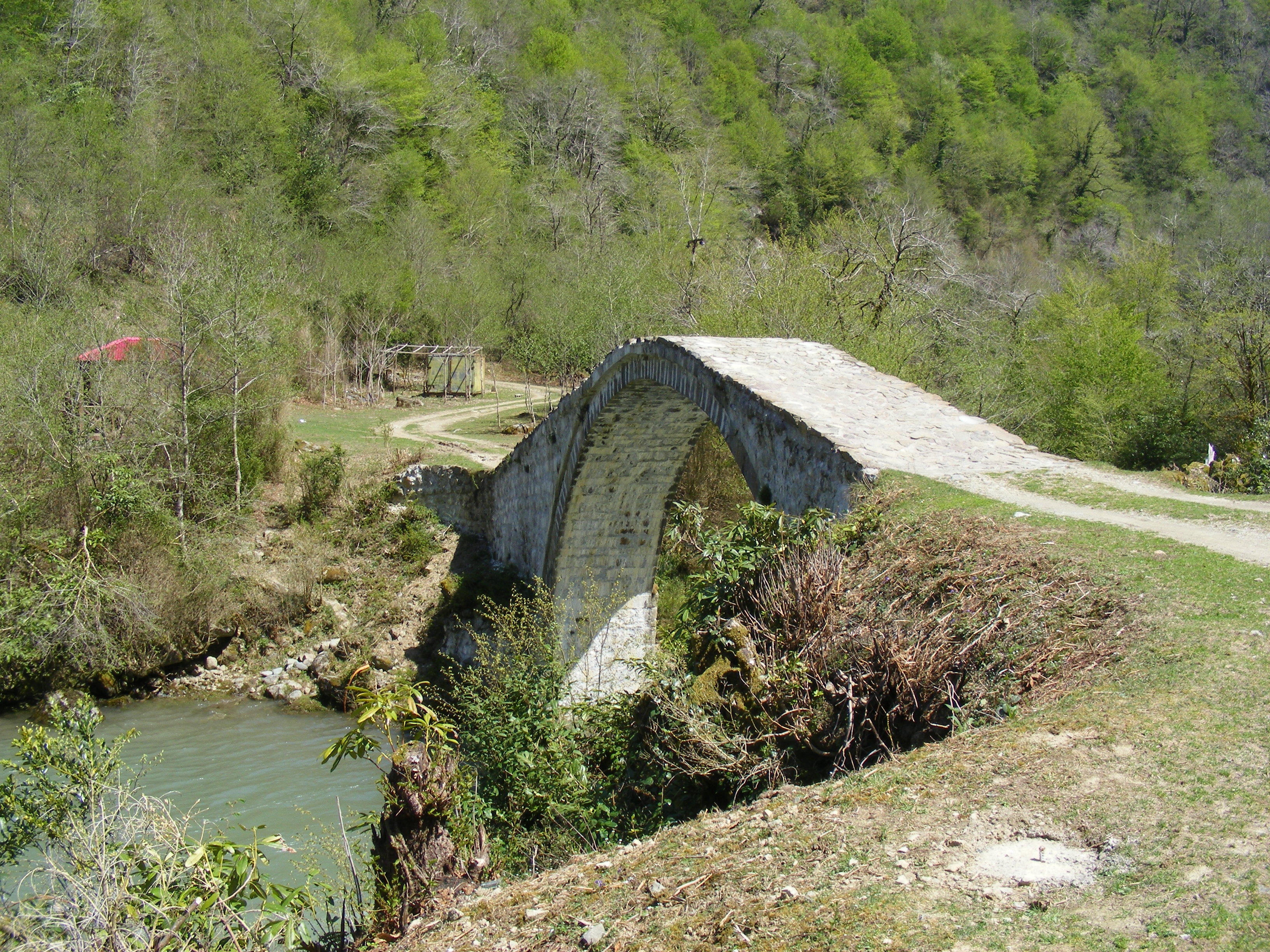
Ponte Varjanauli

A ponte Varjanauli (em georgiano:  ვარჯანაულის ხიდი) é uma ponte em arco de pedra localizada na Geórgia. Está inscrita na lista de monumentos culturais de importância nacional da Geórgia.

## Localização
A ponte do Varjanauli está localizada na cidade de mesmo nome, a cerca de 20 km a leste de Kobuleti, no vale do rio Kintrishi, no sudoeste da República Autônoma de Adjara, na Geórgia. É bastante grande e largo, com um contorno semicircular proeminente. É construída com blocos de pedra esculpida, pedras brutas e argamassa.

## Arquitetura
Os segmentos de ambos os lados são feitos de pedra esculpida e argamassa de cal, dispostos verticalmente. O arco e os lados da ponte são "acessados" com blocos de pedra polida. A ponte repousa sobre pilares cortados em rocha nas duas margens. 
O comprimento horizontal da ponte entre os pilares é de 14,6 m, a estrada de 28,1 m; largura na parte do meio 2,6 m, próximo aos pilares 3,5 m, altura do nível da água até o arco 7,9 m e até o topo do arco 8,6 m. O tamanho dos furos para a forma do arco é de 0,36 x 42 m e 0,38 x 0,32 m. O trabalho de conservação foi realizado em 2008.
Foi incluída entre os monumentos culturais de importância nacional da Geórgia em 2006.